# Aristid von Grosse
Aristid von Grosse (* 4. Januar 1905 in Riga; † 21. Juli 1985 in Laguna Hills, Kalifornien) war ein deutsch-US-amerikanischer Kernchemiker. Während er mit Otto Hahn arbeitete, bekam er Zugang zu Abfällen aus der Radiumherstellung und konnte daraus 1927 Protactiniumoxid isolieren. 1934 konnte er auch metallisches Protactinium aus Protactinium(V)-iodid darstellen.
1930 verließ er Deutschland und war von 1931 bis 1940 Gastprofessor für Chemie an der University of Chicago. Ab 1940 arbeitete er an der Columbia University zur Kernspaltung und dann im Rahmen des Manhattan-Projekts. Nach dem Zweiten Weltkrieg war er von 1948 bis 1969 Leiter des Research Institute der Temple University und anschließend bis zu seiner Pensionierung am Franklin Institute in Philadelphia tätig. 1957 wurde er Fellow der American Physical Society.
Von Grosse starb an Lungenentzündung in Laguna Hills (Kalifornien) am 21. Juli 1985.